# Gitter (Mathematik)

Ausschnitt eines Gitters

Ein Gitter (engl. lattice) in der Mathematik ist eine diskrete Untergruppe des euklidischen Raums. Gitter finden innermathematisch Verwendung u. a. in der Gruppentheorie, der Zahlentheorie, der Geometrie und bei Approximationsfragestellungen.
Die einzelnen Elemente eines Gitters heißen Gitterpunkte oder Gittervektoren.

## Gitter im euklidischen Raum
Es seien {\displaystyle b_{1},b_{2},\ldots ,b_{m}} linear unabhängige Vektoren des euklidischen Vektorraums {\displaystyle \mathbb {R} ^{n}}. Dann nennt man
{\displaystyle \Gamma :=\langle b_{1},\dots ,b_{m}\rangle _{\mathbb {Z} }:=\left\{\left.\textstyle \sum \limits _{i=1}^{m}g_{i}b_{i}\ \right|\,g_{i}\in \mathbb {Z} \right\}}
ein Gitter mit Basis {\displaystyle \{b_{1},b_{2},\ldots ,b_{m}\}} vom Rang {\displaystyle m}. Die aus den Vektoren {\displaystyle b_{1},\dots ,b_{m}} gebildete Matrix {\displaystyle B:=(b_{1},\dots ,b_{m})\in \mathbb {R} ^{n\times m}} heißt Basismatrix von {\displaystyle \Gamma }. Die Basis ist durch das Gitter nicht festgelegt. Jede Basis von {\displaystyle \Gamma } hat jedoch denselben Rang {\displaystyle m}. Als Untergruppe der additiven Gruppe von {\displaystyle \mathbb {R} ^{n}} ist {\displaystyle \Gamma } eine freie abelsche Gruppe vom Rang {\displaystyle m}.
Die beschränkte Menge
{\displaystyle {\mathcal {F}}_{\Gamma }:=\left\{\left.\textstyle \sum \limits _{i=1}^{m}r_{i}b_{i}\ \right|\,0\leq r_{i}<1\right\}}
heißt Grundmasche oder Fundamentalmasche von {\displaystyle \Gamma }. Sie spannt im {\displaystyle \mathbb {R} ^{n}} einen {\displaystyle m}-dimensionalen Untervektorraum
{\displaystyle R:=\left\{\left.\textstyle \sum \limits _{i=1}^{m}r_{i}b_{i}\ \right|\,r_{i}\in \mathbb {R} \right\}}
auf und bildet darin ein rechtsoffenes {\displaystyle m}-dimensionales Parallelepiped. Die Basis {\displaystyle \{b_{1},b_{2},\ldots ,b_{m}\}} des Gitters ist eine Basis dieses Vektorraums.
Durch das Gitter {\displaystyle \Gamma } wird auf {\displaystyle \mathbb {R} ^{n}} eine Äquivalenzrelation {\displaystyle \sim _{\Gamma }} wie folgt definiert:
{\displaystyle x\sim _{\Gamma }y\quad :\Leftrightarrow \quad y-x\in \Gamma }.
Jedes Element von {\displaystyle R} ist zu genau einem Element aus der Grundmasche äquivalent.
Jede Äquivalenzklasse hat also genau einen Repräsentanten in der Grundmasche.
Zu einem {\displaystyle y\in \mathbb {R} ^{n}\setminus R} gibt es kein {\displaystyle x\in R} mit {\displaystyle y-x\in \Gamma }. Da sich das Interessante also nur im Unterraum {\displaystyle R} abspielt und dieser isomorph zu {\displaystyle \mathbb {R} ^{m}} ist, betrachten die meisten Autoren nur den Fall der Gleichheit {\displaystyle m=n} (Gitter mit vollem Rang).
In diesem Fall kann der ganze {\displaystyle \mathbb {R} ^{n}} mit Maschen der Form der Grundmasche parkettiert werden. Jedoch sind auch Formen interessant, die kein Parallelepiped sind. Man spricht dann von einer Fundamentalregion.
Ein Gitter {\displaystyle \Gamma } heißt ganz, falls für alle {\displaystyle x,y\in \Gamma }
das Skalarprodukt {\displaystyle \langle x,y\rangle } eine ganze Zahl ist.
Ist sogar {\displaystyle \langle x,x\rangle \in 2\mathbb {Z} } für alle {\displaystyle x\in \Gamma }, so nennt man das Gitter {\displaystyle \Gamma } gerade (gerade Gitter sind automatisch ganz). Ein ganzes Gitter {\displaystyle \Gamma } heißt unimodular, wenn die Gitterdiskriminante (s. u.) im Betrag 1 ist. Ein ganzes Gitter heißt Wurzelgitter, falls {\displaystyle \Gamma =\langle \{v\in \Gamma :\langle v,v\rangle =2\}\rangle _{\mathbb {Z} }}. Hierbei heißt {\displaystyle \{v\in \Gamma :\langle v,v\rangle =2\}} die Menge der Wurzeln {\displaystyle \Gamma }. Für ein Gitter {\displaystyle \Gamma } in {\displaystyle \mathbb {R} ^{n}} heißt {\displaystyle \Gamma ^{*}=\{x\in \mathbb {R} ^{n}:\langle x,y\rangle \in \mathbb {Z} \,\forall y\in \Gamma \}} das duale Gitter.
Beispiele:
1. Das Gitter in der Abbildung hat die Basisvektoren {\displaystyle b_{1}=\left({\tfrac {2}{3}},{\tfrac {1}{3}}\right)} und {\displaystyle b_{2}=\left({\tfrac {1}{3}},-{\tfrac {1}{3}}\right)}. Es ist weder ganz noch gerade.
2. Das Gitter mit Basisvektoren {\displaystyle b_{1}=(3,1)} und {\displaystyle b_{2}=(1,-1)} ist sowohl ganz als auch gerade.
3. Das duale Gitter von {\displaystyle \Gamma =\mathbb {Z} ^{n}} ist {\displaystyle \mathbb {Z} ^{n}}.

## Eigenschaften
- Sei {\displaystyle \Gamma } eine Untergruppe von {\displaystyle \mathbb {R} ^{n}}. Dann ist {\displaystyle \Gamma } genau dann ein Gitter, wenn {\displaystyle \Gamma } diskret und kokompakt ist.

## Gitter in der komplexen Zahlenebene
Indem man die komplexe Zahlenebene {\displaystyle \mathbb {C} } als reellen Vektorraum auffasst, kann man von Gittern in {\displaystyle \mathbb {C} } sprechen; sie sind freie abelsche Gruppen vom Rang 2. Sie spielen eine zentrale Rolle in der Theorie der elliptischen Funktionen (Periodengitter) und elliptischen Kurven.
Ist allgemeiner {\displaystyle g} eine natürliche Zahl, so stehen Gitter im reell {\displaystyle 2g}-dimensionalen Raum {\displaystyle \mathbb {C} ^{g}} in Beziehung zu komplexen Tori und abelschen Varietäten.

## Gitter in Lie-Gruppen
Eine Untergruppe {\displaystyle \Gamma \subset G} einer topologischen Gruppe {\displaystyle G} heißt diskrete Untergruppe, wenn es zu jedem {\displaystyle \gamma \in \Gamma } eine offene Umgebung {\displaystyle U_{\gamma }\subset G} mit 
{\displaystyle U_{\gamma }\cap \Gamma =\left\{\gamma \right\}}
gibt. 
Wenn {\displaystyle G} eine lokalkompakte Gruppe mit Haarschem Maß {\displaystyle \mu } ist, dann heißt eine diskrete Untergruppe {\displaystyle \Gamma \subset G} ein Gitter, falls der Quotient {\displaystyle G/\Gamma } endliches Volumen (bzgl. des Haarschen Maßes) hat. 
Ein Gitter heißt uniform oder kokompakt, falls {\displaystyle G/\Gamma } kompakt ist.
Gitter in Lie-Gruppen spielen eine wichtige Rolle in Thurstons Geometrisierungsprogramm.

## Beispiele
- Sei {\displaystyle \Gamma } das zur Basismatrix {\displaystyle {\begin{pmatrix}1&{\tfrac {1}{2}}\\0&{\sqrt {2}}\end{pmatrix}}} gehörige Gitter vom Rang 2. Dann ist {\displaystyle \det \Gamma ={\sqrt {2}}}.
- Sei {\displaystyle \Gamma :=\mathbb {Z} ^{n}\subseteq \mathbb {R} ^{n}}. Dann ist die Grundmasche von {\displaystyle \Gamma } der {\displaystyle n}-dimensionale Hyperwürfel {\displaystyle {\mathcal {F}}_{\Gamma }=[0,1)^{n}}, und es gilt z. B. {\displaystyle \left({\tfrac {3}{2}},0,\dots ,0\right)\equiv _{\Gamma }\left(-{\tfrac {7}{2}},1,\dots ,1\right)}.
- Der Ring der gaußschen Zahlen {\displaystyle \mathbb {Z} [\mathrm {i} ]} ist ein Gitter in {\displaystyle \mathbb {C} }.
- Der Ring der Hurwitzquaternionen ist ein Gitter im Schiefkörper {\displaystyle \mathbb {H} } der Quaternionen.
- Das Leech-Gitter ist ein besonderes Gitter im {\displaystyle \mathbb {R} ^{24}.}
- Das E8-Gitter ist ein unimodulares Gitter im {\displaystyle \mathbb {R} ^{8}}.

## Gitterdiskriminante
Eine Kenngröße zur Klassifikation von Gittern ist die Gitterdiskriminante. Sie berechnet sich als Volumen der Grundmasche.
{\displaystyle d(\Gamma )=\operatorname {vol} (b_{1},b_{2},\ldots ,b_{m})}
Bei Gittern im euklidischen Raum mit der Basismatrix {\displaystyle B} entspricht dies der Formel
{\displaystyle d(\Gamma )={\sqrt {\det \left(B^{T}B\right)}}}
Hat {\displaystyle B} vollen Rang, so lässt sich dies zu folgendem Ausdruck vereinfachen:
{\displaystyle d(\Gamma )=\left|\det \left(B\right)\right|}
Als Invariante ist der Wert der Gitterdiskriminante unabhängig von der gewählten Basis.

## Gitterreduktion
Die Gitterreduktion ist das Problem, aus einer gegebenen Gitterbasis eine Basis mit gewissen Eigenschaften zu berechnen, wie zum Beispiel eine Basis mit kurzen, nahezu orthogonalen Vektoren. Der LLL-Algorithmus (nach Lenstra, Lenstra und Lovász) berechnet in polynomieller Zeit eine sogenannte LLL-reduzierte Basis, mit deren Hilfe man beweisbar kurze Gittervektoren erhält. In der Tat liegt die Länge des ersten Vektors einer LLL-reduzierten Basis nahe an der Länge des kürzesten nichttrivialen Gittervektors.
Der LLL-Algorithmus hat zahlreiche Anwendungen in der Kryptoanalyse von asymmetrischen Verschlüsselungsverfahren wie dem RSA-Kryptosystem und dem Merkle-Hellman-Kryptosystem gefunden.

## Codegitter
Aus linearen Binärcodes können Gitter konstruiert werden. Dazu wird das Standardgitter {\displaystyle \mathbb {Z} ^{n}\subset \mathbb {R} ^{n}} und der Gruppenhomomorphismus {\displaystyle \rho :\mathbb {Z} ^{n}\to (\mathbb {Z} /2\mathbb {Z} )^{n}=\mathbb {F} _{2}^{n},\,(a_{1},...,a_{n})\mapsto (a_{1}\operatorname {mod} 2,...,a_{n}\operatorname {mod} 2)} betrachtet. Sei {\displaystyle C} nun ein binärer {\displaystyle [n,k,d]}-Code. Da {\displaystyle \mathbb {F} _{2}^{n}/C\cong \mathbb {F} _{2}^{n-k}}, ist {\displaystyle C} eine Untergruppe von {\displaystyle \mathbb {F} _{2}^{n}} vom Index {\displaystyle 2^{n-k}}. Man nennt {\displaystyle \Gamma _{C}={\tfrac {1}{\sqrt {2}}}\rho ^{-1}(C)} das zu {\displaystyle C} gehörige Codegitter.  Aus dem erweiterten Hamming-Code kann das {\displaystyle E_{8}}-Gitter konstruiert werden.